# Diebel-Cox Manufacturing Company
Diebel-Cox Manufacturing Company war ein US-amerikanischer Hersteller von Automobilen.

## Vorgeschichte
William Diebel hatte 1899 als Inhaber der Fairmount Cycle Company in Philadelphia in Pennsylvania Erfahrungen im Fahrzeugbau gesammelt. Danach zog er nach Mount Holly Township in New Jersey, um zusammen mit einem Herrn Eppler Motoren und Antriebe herzustellen. Ende 1900 zogen beide zurück nach Philadelphia. Nun ist die Firmierung Diebel-Eppler Manufacturing Company überliefert.

## Unternehmensgeschichte
Diebel gründete 1901 das Unternehmen in Philadelphia zur Fahrzeugproduktion. Cox war sein Partner. Es ist unklar, ob Eppler weiterhin beschäftigt war. Sie begannen mit der Produktion von Automobilen. Der Markenname lautete Diebel. Im gleichen Jahr endete die Produktion. Eine Quelle vermutet Probleme in der Geschäftsleitung als Ursache.

## Fahrzeuge
Im Angebot stand nur ein Modell. Ein luftgekühlter Zweizylindermotor mit 7 PS trieb die Fahrzeuge an. Die offene Karosserie des Runabouts bot Platz für zwei Personen. Der Neupreis betrug 650 US-Dollar, was eine Quelle als gering einstuft.
Diese Fahrzeuge werden in einem Verzeichnis von Pkw-Highwheelern geführt. Eine Abbildung zeigt aber keinen solchen; der Diebel 7 HP war mit kleinen Drahtspeichenrädern und Gummireifen ausgestattet. Der kleine Motor-Buggy hat ein doppeltes Fahrgestell. Das untere besteht aus einem längs angeordneten Zentralrohr. Daran sind die ungefederten Achsen und mittig wohl auch der Motor befestigt. Es trägt vorn und hinten eine Kombination aus quer angeordneten Halb- und Vollelliptikfedern. Sie tragen den zweiten, oberen Rahmen, auf dem die Karosserie sitzt. Eine ähnliche Bauweise findet sich bereits am deutlich älteren, innovativen Buffum Four Cylinder Stanhope von 1895 und in vereinfachter Form auch am optisch ähnlichen Silent Northern. Interessant ist die Luftkühlung des selber konstruierten Motors. Im Motorblock sind drehbare Ringe mit sternförmig angeordneten Armen eingelassen.